# Port lotniczy Sindal
Port lotniczy Sindal – port lotniczy położony w miejscowości Sindal, w Danii.